# Bergset
Bergset este o localitate situată în partea de sud a Norvegiei, în comuna Rendalen din provincia Innlandet. Este localitatea de reședință a comunei. Biserica din localitate, cunoscută local sub numele de Øvre Rendal Kirke datează din 1761. Muzeu local al satului.